# Irene Britton Smith
Irene Britton Smith (* 22. Dezember 1907 in Chicago; † 15. Februar 1999) war eine US-amerikanische Komponistin.
Smith besuchte die Wendell Phillips High School und die Chicago Normal School und arbeitete danach als Lehrerin. Nachdem sie als Kind Klavier- und Violinunterricht gehabt hatte, studierte sie in den Sommerferien bei Stella Roberts und Leo Sowerbyam am American Conservatory of Music, wo sie 1943 einen Abschluss als Bachelor of Music erhielt. 1946–47 studierte sie an der Juilliard School of Music Komposition bei Vittorio Giannini, und 1956 schloss sie ihr Studium bei Leon Stein an der DePaul University mit dem Mastergrad ab.
Daneben nahm sie Unterricht bei Irving Fine am Berkshire Music Center und Wayne Barlow an der Eastman School of Music, und 1958 reiste sie nach Fontainebleau, um bei Nadia Boulanger zu studieren. Nach dem Ende ihrer Tätigkeit als Lehrerin 1978 arbeitete sie als Dozentin für die Musikerziehung von Kindern und Jugendlichen für das Chicago Symphony Orchestra. Bis heute sind knapp vierzig ihrer Kompositionen bekannt. Ihr Liederzyklus Dream Cycle wurde 1947 von JoAnne Pickens uraufgeführt, ihre Violinsonate 1990 von Gregory Walker und Helen Walker-Hill (1995 auf der CD Kaleidoscope: Music by African-American Women erschienen).

## Werke
- Passacaglia and Fugue in C-sharp Minor für Klavier
- Invention in Two Voices für Klavier
- Variations on a Theme of MacDowell für Klavier
- Psalm 46 für Chor und Bariton
- Reminiscence für Violine und Klavier
- Fairest Lord Jesus für Frauenchor
- Sonata for Violin and Piano
- Let Us Break Bread Together, Spiritualbearbeitung für Bariton und Klavier
- Fairest Lord Jesus, Spiritual
- Dream Cycle, Liederzyklus nach Paul Laurence Dunbar
- String Trio
- Sinfonietta in drei Sätzen für Orchester